# Gornja Dubica
Gornja Dubica es un pueblo de la municipalidad de Odžak, en el cantón de Posavina, Bosnia y Herzegovina.

## Superficie
Posee una superficie de 11,04 kilómetros cuadrados.

## Demografía
Hasta 2013 la población era de 918 habitantes, con una densidad de población de 83,2 habitantes por kilómetro cuadrado.